# Ctenomys sericeus
Ctenomys sericeus är en däggdjursart som beskrevs av J. A. Allen 1903. Ctenomys sericeus ingår i släktet kamråttor, och familjen buskråttor. IUCN kategoriserar arten globalt som otillräckligt studerad. Inga underarter finns listade i Catalogue of Life.
Denna gnagare är bara känd från en liten region i sydvästra Argentina. Den hittades där i närheten av Perito Moreno nationalpark.